# Accidente Bristol 170 EC AEG de Aviaco

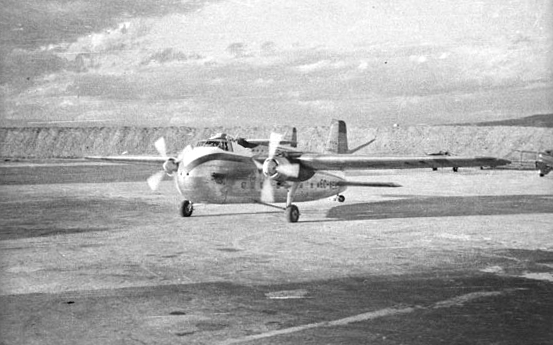
Bristol 170, similar al accidentado, en 1953 en el Aeropuerto de Madrid-Barajas

El día 4 de diciembre de 1953, un avión modelo Bristol 170, con matrícula EC-AEG, perteneciente a la aerolínea Aviaco que cubría la ruta regular Bilbao-Madrid, se estrelló en el pico de La Cebollera, cerca del puerto de Somosierra, debido a unas fuertes turbulencias producidas por nubes orográficas, que pueden generar una fuerte turbulencia conocida como ondas de montaña, y donde 22 de sus 32 ocupantes fallecieron.

## Accidente
El 4 de diciembre de 1953, uno de los seis Bristol 170/171 Freighter Mk21 que tenía la antigua compañía Aviaco, fundada en 1948 en Bilbao, matriculado como EC-AEG hacia su vuelo regular entre las ciudades de Bilbao y Madrid.
Salió del Aeropuerto de Bilbao a las cuatro de la tarde y tenía prevista su llegada al Aeropuerto de Madrid-Barajas a las cinco y cuarto de ese mismo día.
La tripulación del vuelo que operaba el avión el día del accidente estaba compuesta por el comandante, Sr. Cañete, el segundo piloto Capitán del Ejército del Aire Barsen Garcia-Lopez, el mecánico de vuelo Sr. Gonzalo Fernandez Soto y el operador de radio Sr. Romero. Al cargo de los pasajeros, estaba la azafata Jesusa Terradillos, la que fuera primera azafata de la aerolínea Aviaco.
La aeronave volaba en condiciones meteorológicas muy adversas, cuando hizo la última transmisión de radio informando que estaban a cinco minutos de vuelo del Puerto de Somosierra, que era la última zona montañosa que debían sobrevolar antes de iniciar el descenso hacia su destino final, el Aeropuerto de Madrid-Barajas. 
El avión fue sorprendido por una turbulencia severa causada por las nubes orográficas y que generan un fenómeno atmosférico conocido como onda de montaña que tiene asociadas corrientes descendentes muy fuertes y con mucha turbulencia asociada.
Al verse atrapado en estas fuertes turbulencias, el avión chocó contra el pico de La Cebollera y se incendió, falleciendo así 22 de sus 32 ocupantes.
Cuatro de los cinco miembros de la tripulación que iban en la parte delantera del avión, en la cabina, sobrevivieron, siendo la azafata Jesusa Terradillos la única víctima mortal de la tripulación, junto con veintiún pasajeros.
Entre los fallecidos se encontraba Rafael Escudero Etxebarria, jugador que militó en el Athletic Club y que ocupaba un cargo en la directiva en el momento del accidente.

## Rescate
El accidente se produjo de noche, por lo que las labores de rescate fueron muy complicadas, al verse agravadas por una lluvia torrencial, que hacían junto con la niebla y el viento muy difícil el acceso a los restos del avión en las colinas nevadas de La Cebollera.
El segundo piloto el Capitán del Ejército del Aire Barsen García-López con tres costillas rotas, junto con el mecánico de vuelo Gonzalo Fernandez Soto y un pasajero emprendieron el camino a pie para bajar la montaña con la dificultad añadida de la nevada y las frías temperaturas en busca de ayuda en el pueblo de Somosierra (Madrid).
A las siete y media de la tarde los tres supervivientes habían conseguido llegar al parador de Somosierra desde donde llamaron por teléfono a las oficinas de Aviaco para informar del accidente y pedir ayuda, tras lo que fueron llevados en ambulancias al Hospital Central del Aire, en Madrid para tratar sus heridas.
Fue así como se montó todo el dispositivo de rescate, que tuvo serias dificultades en llegar al lugar del accidente, por lo abrupto del relieve y por las malas condiciones meteorológicas y no fue hasta las tres de la mañana ya del día 5 de diciembre cuando la primera expedición de rescate encabezada por el párroco del pueblo y en la que iba un médico, con mantas y licores pudieron localizar los restos del avión, que se encontraba en una zona despejada pero rodeada de rocas. Debido a las inclemencias mencionadas, la operación de rescate se hizo muy complicada y no fue hasta dos horas después cuando la segunda expedición, que iba comandada por una enfermera y tercera expedición de rescate, con un total de 70 efectivos, formada por habitantes del pueblo y miembros de la Guardia Civil consiguieron llegar al lugar del accidente.
Debido al difícil acceso que tenían los heridos en la montaña y la imposibilidad de subir todo el material hasta la zona, se decidió montar un hospital de campaña junto al parador de Somosierra, para tratar a los heridos que iban llegan junto con las patrullas que habían subido hasta la zona del accidente. Estos heridos, entre los que se encontraba un diplomático de Estados Unidos, precisaban transfusiones de sangre, así como morfina para aplacar el dolor de las heridas y eran provistos de ropas y mantas para combatir la hipotermia por el intenso frío que habían padecido tras tantas horas a la intemperie.
A las dos y media del día 5 de diciembre, el Ministerio del Aire emitió un comunicado en el que listaba los nombres de los supervivientes, entre los que se encontraban cuatro miembros de la tripulación y seis pasajeros, entre ellos el exalcalde de Bilbao José María Oriol y Urquijo.
Los miembros de la tripulación fueron enviados para su recuperación y cuidado al Hospital Central del Aire, en Madrid, y los pasajeros fueron divididos en varios hospitales: el Sanatorio Ruber, el Sanatorio de Nuestra Señora de Guadalupe y por último el Sanatorio de la Inmaculada Concepción.
Las labores de rescate tuvieron que ser suspendidas hasta el domingo 6 de diciembre debido al temporal que arreciaba la zona, que hacía imposible subir hasta el lugar donde se habían hallado los restos del avión.
Los trabajos de rescate se dieron por finalizados el día 7 de diciembre, tres días después del impacto del avión.
En el año 1955, el Ministerio del Aire, mediante su boletín oficial, concedió la medalla de Medalla de Sufrimientos por la Patria al Capitán y segundo piloto del vuelo, Barsen Garcia-Lopez Rengel, así como a recibir una pensión de 1560 pesetas, por los 33 días que tuvo que estar ingresado hasta recuperarse de sus heridas por el accidente.
Las familias de las víctimas mortales fueron indemnizadas con 60 000 pesetas por medio del seguro de responsabilidad civil que Aviaco tenía subscrito.
Durante años y en agradecimiento por la ayuda, las víctimas del accidente enviaron regalos a los niños de Somosierra.

## Causas
Aunque no se redactó un informe técnico oficial sobre las causas del accidente, todo parece indicar que las causas meteorológicas fueron las que llevaron al avión a experimentar un vuelo controlado contra el terreno al ser absorbidos por una fuerte turbulencia que les hizo descender de manera súbita y sin poder ganar altitud para librar el pico de La Cebollera que se encuentra a unos 2000 m (metros) de altura.
El comandante Cañete, que actuaba de primer piloto en ese vuelo, envió años después una carta, incluida en el libro Meterología aplicada a la aviación explicando lo que se vivió, desde el punto de vista de la meteorología en la cabina del avión durante el vuelo y el posterior accidente. Por lo que se puede leer en su carta, parece evidente que la turbulencia tan fuerte que describe fue producida por una onda de montaña, un fenómeno atmosférico muy poco conocido en el año 1953.
En ella relata que el despegue en el Aeropuerto de Bilbao fue muy turbulento, con vientos racheados de hasta casi 40 kt (nudos) y con fuertes turbulencias hasta llegar a los 4300 ft (pies) de altitud, mientras seguían subiendo hasta su altitud de crucero, que eran unos 7000 ft.
Según se relata en su carta, cuando se encontraban a unos cinco minutos de vuelo del radiofaro de Somosierra (Madrid), en una capa de nubes, empezaron a experimentar ascendencias y descendencias turbulentas que les hicieron perder el control del avión, llegando a tener una tasa de descenso de 45 ft (pies) por segundo y que pese a intentar mantener la altitud usando toda la potencia disponible de los motores, el avión era incapaz de ganar velocidad. Ante la inminente posible entrada en pérdida, el Comandante Cañete relata que tuvo que bajar el morro del avión para poder ganar velocidad, y tras descender casi 2500 ft (pies), siguieron inmersos en fuertes corrientes hasta que finalmente impactaron con el terreno.

## Reacciones
- El día 4 de diciembre de 2003, cuando se cumplían 50 años del trágico suceso, el alcalde de Somosierra, Francisco Sanz, que fue uno de esos niños que durante años recibieron regalos de las víctimas, organizó un homenaje a las víctimas de este accidente en el citado municipio. Para este homenaje, se pudo localizar a uno de los supervivientes del accidente, el diplomático estadounidense Paul J. Douglas, que no pudo asistir al acto pero el empresario Don Javier Mújica Gaiztarro, también superviviente, se enteró y asistió, en compañía de su familia, a la exposición y comida homenaje junto al alcalde que le recibió con gran sorpresa y alegría.[1]

- El 19 de mayo de 2019, se organizó una subida al lugar exacto del accidente para colocar una placa en homenaje a los miembros de la tripulación que operaban el avión accidentado y buscar posibles restos del avión que todavía pudiesen quedar por la zona. Se encontraron pequeños objetos mecánicos del avión quemados, como muelles, tornillos, placas de metal donde se atornillan los instrumentos de vuelo en cabina. También fueron localizados cristales abrasados con marcas de Coca-Cola, que presumiblemente serían parte del cáterin del avión que quedaron ahí tras el incendio.